# Passo Serra Sant'Antonio

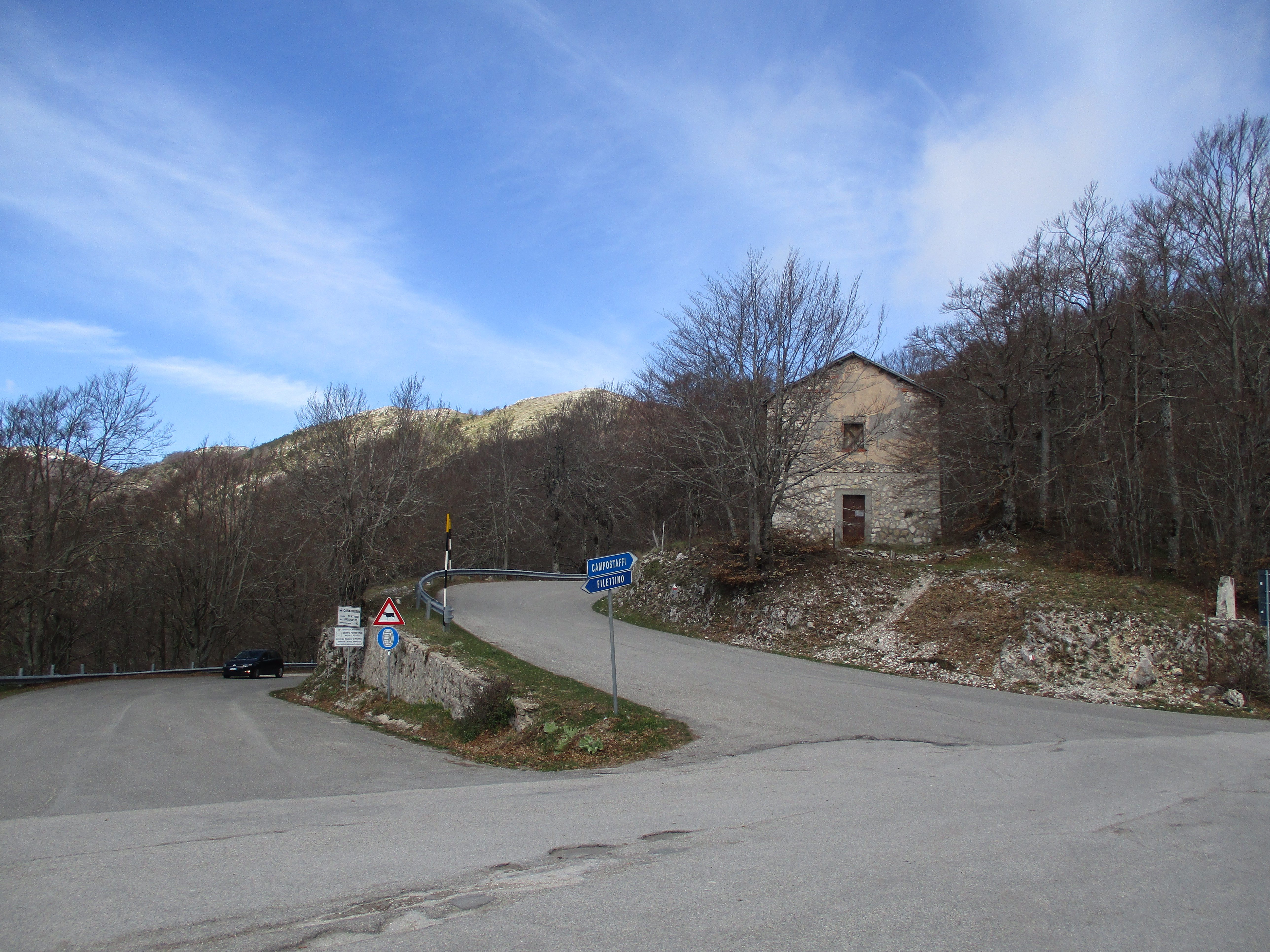
Il bivio per Campo Staffi lungo la strada che sale al passo nel versante laziale

Il passo Serra Sant'Antonio (1602 m s.l.m.) è un valico dell'Appennino centrale abruzzese, situato tra Lazio e Abruzzo, tra i Monti Simbruini a nord e i Monti Cantari a sud, che collega i territori dei comuni di Filettino (FR) e Capistrello (AQ), attraversando lo spartiacque tra il bacino dell'Aniene e quello del Liri. 
Si tratta un valico stradale di montagna, poco trafficato, utilizzato per scopi prevalentemente turistici sia d'inverno che d'estate, con il maggior dislivello sul versante laziale e dall'aspetto paesaggistico tipicamente appenninico, ma comunque abbastanza rilevante per importanza in quanto rappresenta uno dei pochi passaggi stradali montani tra le provincie suddette, assieme al valico di Forca d'Acero posto più a sud sulla stessa linea di confine. Dalla strada per il valico si accede, nel versante laziale, presso un bivio secondario, all'area montana di Campo Staffi.